# Jurek Becker
Jurek Becker, cuyo nombre de nacimiento era Jerzy Bekker, (Łódź, probablemente el 30 de septiembre de 1937-Thumby, 14 de marzo de 1997) fue un escritor y guionista alemán, disidente de la República Democrática Alemana.

## Vida

### Infancia y juventud
Nació en la ciudad de Łódź, en Polonia. Se desconoce su fecha de nacimiento ya que su padre la modificó para evitar su deportación y después no pudo recordar la fecha exacta. Es probable que su edad fuera menor a la que normalmente se le asignaba.

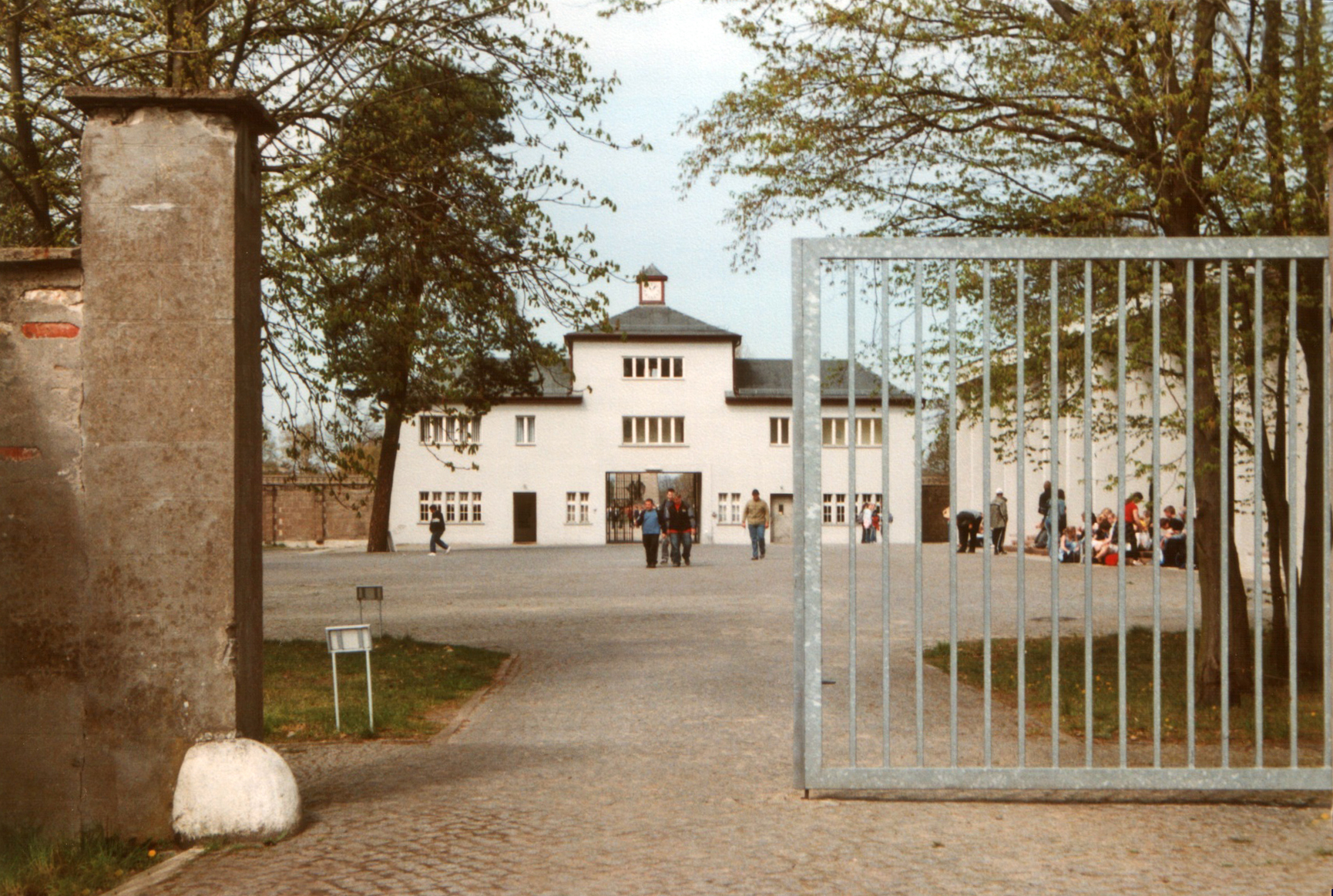
Campo de concentración de Sachsenhausen. En este campo estuvo recluido Jurek Becker cuando era niño.

Sus padres eran judíos; su padre, Max Becker (Mieczyslaw Bekker de nacimiento), trabajó como empleado y posteriormente como apoderado de una fábrica de textiles. Después del ataque de Alemania a Polonia Jurek Becker fue deportado al gueto de Łódź junto con sus padres. En 1944 fue trasladado junto con su madre al campo de concentración de Ravensbrück y luego al campo de concentración de Sachsenhausen.
Después del final de la guerra se reencontró con su padre, que había estado en Auschwitz, gracias a la organización Joint Distribution Committee. Su madre falleció de desnutrición una vez liberada y veinte miembros de su familia fueron asesinados. Jurek Becker, su padre y una tía que había huido a Estados Unidos antes de la invasión de Polonia fueron los únicos supervivientes de la familia. En 1945 se trasladaron él y su padre a Berlín Este, ya que en la zona de ocupación soviética se actuó concienzudamente contra el antisemitismo. En Berlín residió Jurek Becker en distintos lugares, entre ellos en un piso compartido con Manfred Krug, y desde 1957 en Prenzlauer Berg.
En 1955 acabó el bachillerato y a continuación se presentó voluntario a la Policía Popular Acuartelada, la precursora del Ejército Popular Nacional, por un periodo de dos años; además fue miembro de la Juventud Libre Alemana. En contra de los deseos de su padre, que quería que su hijo fuera médico, empezó en 1957 estudios de filosofía y se afilió al Partido Socialista Unificado de Alemania. A los seis semestres fue expulsado de la universidad debido a una pelea y empezó a trabajar como escritor independiente.

### Vida como escritor libre

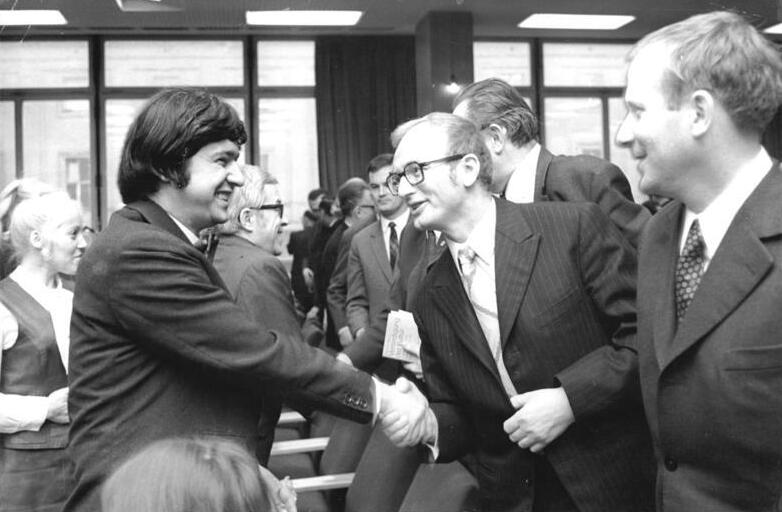
Jurek Becker (izquierda) es felicitado por Hermann Kant al ganar el premio Heinrich Mann.

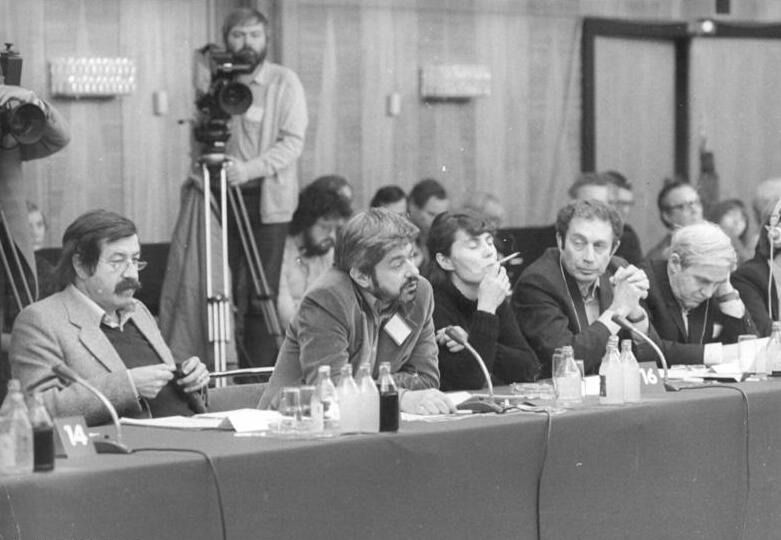
De izquierda a derecha: Günter Grass, Jurek Becker, Grigorij Baklanow y Daniil Granin (1981).

En 1960 empezó a estudiar en el DDR-Filmzentrum de Babelsberg y escribió varios textos para cabaré. En 1962 es contratado por la DEFA como guionista. Cuando su guion Jakob der Lügner fue rechazado en 1968 empezó a trabajar en su primera novela basado en él; se publicó en 1969 y se adaptó al cine en 1974. La adaptación fue nominada al Óscar a la mejor película extranjera. En 1971 ganó el premio Charles Veillon y el premio Heinrich Mann.
En 1972 falleció su padre. En 1973 publicó su segunda novela, Irreführung der Behörden, con la que consiguió el Literaturpreis der Freien Hansestadt Bremen en 1974 y el Nationalpreis der DDR en 1975. También fue elegido en 1973 miembro de la junta directiva de la Deutscher Schriftstellerverband. Fue uno de los doce escritores que escribió en 1976 la carta de repulsa por el destierro de Wolf Biermann y por su expulsión de la Deutscher Schriftstellerverband. Ese mismo año se publica Der Boxer. En 1977 protestó por la expulsión de Reiner Kunze de la Deutscher Schriftstellerverband y se trasladó a la República Federal Alemana con permiso de las autoridades de la RDA al no poder publicar sus libros y al ser sus proyectos cinematográficos rechazados.
Entre 1978 y 1984 publicó dos nuevas novelas (Schlaflose Tage y Aller Welt Freund) y una colección de relatos (Nach der ersten Zukunft). Fue profesor invitado en distintas universidades donde impartió conferencias.
En 1986 se publicó Bronsteins Kinder. Ese año escribió además el guion de la exitosa serie de televisión Liebling Kreuzberg, por la que fue galardonado junto con Manfred Krug y Heinz Schirk con el premio Adolf Grimme en el año 1987.
Tenía tres hijos, dos de su primer matrimonio y otro nacido en 1990 de su segundo matrimonio. Falleció en 1997 debido a un cáncer en el intestino que le habían detectado en 1995. Su tumba se encuentra en el cementerio de Sieseby.

## Premios
- 1971 Premio Heinrich Mann y Premio Charles Veillon
- 1974 Literaturpreis der Freien Hansestadt Bremen
- 1975 Nationalpreis der DDR
- 1982/83 Stadtschreiber von Bergen
- 1987 Premio Adolf Grimme
- 1988 Telestar
- 1988 Goldener Gong
- 1990 Bayerischer Fernsehpreis
- 1990 Premio Hans Fallada der Stadt Neumünster
- 1991 Deutscher Filmpreis
- 1992 Orden del Mérito de la República Federal de Alemania

## Obra
- Jakob der Lügner (1969)
- Irreführung der Behörden (1973)
- Der Boxer (1976)
- Schlaflose Tage (1978)
- Nach der ersten Zukunft (1980)
- Aller Welt Freund (1982)
- Bronsteins Kinder (1986)
- Warnung vor dem Schriftsteller (1990)
- Amanda herzlos (1992)
- Ende des Größenwahns (1996)
- Jurek Beckers Neuigkeiten an Manfred Krug & Otti (1997)
- Ihr Unvergleichlichen (2004)
- Lieber Johnny (2004)
- Mein Vater, die Deutschen und ich (2007)

## Guiones
- Das Stacheltier: Mit der NATO durch die Wand (1961)
- Wenn ein Marquis schon Pläne macht (1962)
- Komm mit nach Montevideo (1962)
- Guten Morgen heißt Glückauf (1962)
- Gäste im Haus (1963)
- Zu viele Kreuze (1964)
- Ohne Paß in fremden Betten (1965)
- Immer um den März herum (1967)
- Mit 70 hat man noch Träume (1967)
- Urlaub (1968)
- Jungfer, Sie gefällt mir (1969)
- Meine Stunde Null (1970)
- Jakob der Lügner (1974)
- Das Versteck (1977)
- David (1979)
- Liebling Kreuzberg (1985-97)
- Der Passagier – Welcome to Germany (1988)
- Neuner (1990-93)
- Bronsteins Kinder (1991)
- Wir sind auch nur ein Volk (1994)
- Wenn alle Deutschen schlafen (1995)

## Piezas radiofónicas
- 1973 Jakob der Lügner
- 1983: Rede und Gegenrede
- 1996: Das Märchen von der kranken Prinzessin
- 2002: Jakob der Lügner